# Osmannisk-tyske alliance
Den Osmannisk-tyske alliance var en alliance mellem det Tyske kejserrige og det Osmanniske Rige, som blev ratificeret den 2. august 1914, kort efter udbruddet af 1. Verdenskrig. Alliancen blev skabt som en del af en fælles indsats, der skulle styrke og modernisere det smuldrende osmanniske militær, såvel som give Tyskland fri adgang til de omkringliggende britiske kolonier.
Ved starten på 1. verdenskrig var det Osmanniske Rige i en katastrofal tilstand. Som følge af gentagne krige, der blev udkæmpet i denne periode, var områder gået tab, økonomien lå i ruiner og folket var demoraliseret og træt. Hvad det Osmanniske Rige manglede var tid til at komme sig og gennemføre reformer, men der var ingen tid, for verden var ved at glide ud i krig og det var højest usandsynligt, at det Osmanniske Rige kunne holde sig udenfor den kommende krig. Da det ikke forekom muligt at forblive neutralt og fokusere på genopbygning måtte osmannerne alliere sig med en af siderne, for efter den Italiensk-tyrkiske krig og Balkankrigene var de fuldstændig tømt for ressourcer. Der var ikke tilstrækkelige mængder våben og maskiner tilbage og osmannerne havde heller ikke de fornødne midler til at købe nye. Den eneste mulighed for den Den Høje Port var at indgå en alliance med en europæisk stormagt, og i begyndelsen var det egentlig ret ligegyldigt hvilken. Som indenrigsminister Talat Paşa skrev i sine erindringer: “Tyrkiet havde brug for at slutte sig til en af landegrupperne, så det kunne organisere sin indenlandske administration, styrke og vedligeholde sin handel og industri, udvide sine jernbaner, kort sagt at overleve og beskytte sin eksistens.”
Problemet var, at de fleste europæiske stormagter ikke var ivrige efter at indgå en alliance med det skrantende Osmanniske Rige. Allerede ved begyndelsen af den Italiensk-tyrkiske krig i Nordafrika havde storvisir Sait Halim Paşa givet udtryk for regeringens ønske og de tyrkiske ambassadører blev bedt om at finde ud af om de europæiske hovedstæder ville være interesserede. Kun Rusland lod til at være interesseret, men under betingelser, der i praksis ville have gjort landet til et russisk protektorat. Det var umuligt at indgå en alliance med Frankrig, da Frankrigs hovedallierede var Rusland, som havde været det Osmanniske Riges mangeårige fjende siden den Russisk-tyrkiske krig (1828–29). Storbritannien afviste en osmannisk anmodning.
Sultan Mehmed 5. ønskede at riget skulle vedblive med at være et ikke-krigsførende land, men pres fra nogle af Mehmets øverste rådgivere førte til at landet sluttede sig til Centralmagterne. Mens Storbritannien ikke havde lyst til at alliere sig med Osmanniske Rige var Tyskland entusiastisk.
Tyskland havde brug for det Osmanniske Rige på sin side. Orientekspressen havde siden 1889 kørt direkte til Konstantinopel og inden 1. verdenskrig havde sultanen godkendt en plan om at forlænge jernbanen gennem Anatolien til Bagdad under tysk ledelse. Dette ville styrke det Osmanniske Riges forbindelser til det industrialiserede Europa, mens det også gav Tyskland lettere adgang til sine afrikanske kolonier og til at handle med Indien. For at forhindre det Osmanniske Rige i at slutte sig til Tripelententen, tilskyndede Tyskland Rumænien og Bulgarien til at tilslutte sig Centralmagterne.
En hemmelig traktat blev indgået mellem det Osmanniske Rige og det Tyske kejserrige den 2. august 1914. Det Osmanniske Rige skulle gå ind i krigen på Centralmagternes side en dag efter at det Tyske Rige erklærede krig mod Rusland. Alliancen blev ratificeret den 2. august af mange højtstående osmanner, heriblandt storvisir Said Halim Pasha, krigsminister Enver Pasha, indenrigsminister Talat Pasha og lederen af parlamentet Halil Bey.
Der var imidlertid ingen underskrift fra huset Osman, da sultan Mehmet 5. ikke underskrev den. Ifølge forfatningen var sultanen øverstbefalende for den osmanniske armé, og det betød at legitimiteten af traktaten var tvivlsom. Dette betød, at hæren ikke kunne kæmpe på sultanens vegne. Sultanen selv havde ønsket at det Osmanniske Rige skulle holde sig neutralt. Han ønskede ikke at lede en krig selv, og som sådan overlod han det til regeringen at udføre mange af hans opgaver. Det tredje medlem af kabinettet af de tre Pashaer - Djemal Pasha - underskrev heller ikke traktaten, da han havde prøvet at skabe en alliance med Frankrig. Ikke alle dele af den osmanniske regering accepterede alliancen.
Østrig-Ungarn sluttede sig til den Osmannisk-tyske traktat den 5. august. Det Osmanniske Rige trådte ikke ind i krigen før den osmanniske flåde bombarderede russiske havne den 29. oktober 1914.

## Yderligere læsning
- Geoffrey Miller. "Turkey Enters the War and British Actions". December 1999.
- Dan Van Der Vat. The ship that changed the world (ISBN 9780586069295)

## Fodnoter
1. ↑  The Treaty of Alliance Between Germany and Turkey, Yale.
2. ↑  Strachan, Hew (2001), The First World War, vol. 1: To Arms, Oxford University Press, s. 670.